# Osetnik (województwo pomorskie)
Osetnik (potocznie Stilo; kaszub. Osétnëk) – kolonia położona w województwie pomorskim, w powiecie wejherowskim, w gminie Choczewo, na Wybrzeżu Słowińskim, nad rzeką Chełst. 
Kolonia jest częścią składową sołectwa Sasino.
Osetnik znajduje się na terenie Nadmorskiego Obszaru Chronionego Krajobrazu. Położone na wysokości -1,5 m n.p.m.
Brzeg Bałtyku jest oddalony o 1,6 km od Osetnika. Ok. 0,6 km na północny zachód zlokalizowana jest Latarnia Morska Stilo. Ok. 1 km na północny wschód znajduje się wzniesienie Chodzież. Na zachód od osady znajduje się rezerwat przyrody Mierzeja Sarbska. Ok. 1,5 km na południowy wschód leży Sasinko.

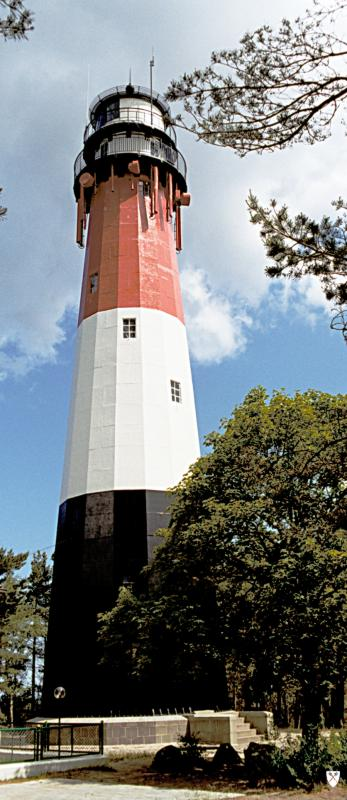
Latarnia Morska Stilo

W Stilo znajduje się pole kempingowe oraz sklep spożywczy. Od ponad 25 lat w miejscowości tej organizowane są obozy harcerskie. W latach siedemdziesiątych XX wieku równolegle z obozami harcerskimi stacjonowały tam obozy młodzieżowe. W miejscowości znajduje się plaża, pozbawiona infrastruktury turystycznej.
Początki osady wokół latarni morskiej datuje się na koniec XVIII wieku.
Do 1954 w granicach miasta Łeby. W latach 1975–1998 miejscowość administracyjnie należała do województwa gdańskiego.
Do 1945 r. poprzednią niemiecką nazwą było Stilo-Kathen. W 1948 r. ustalono urzędowo polską nazwę Osetnik.